# Mohenjo-daro
Mohenjo-daro (littéralement le mont des Morts, un nom partagé avec Lothal), est un site majeur de la civilisation de la vallée de l'Indus. On y trouve les vestiges d'une des plus grandes cités de l'Âge du bronze indien, située au Pakistan, dans le Sind, à 300 km au nord-nord-est de Karachi.
Ayant subi peu de dégradations modernes, son état de conservation est meilleur que celui d'Harappa, et par suite c'est une importante source d'informations sur la civilisation de l'Indus. Elle a été construite durant le IIIe millénaire av. J.-C. et a été abandonnée à la fin du XVIIIe siècle av. J.-C., vraisemblablement en raison d'un changement du cours du fleuve Indus.

## Historique
Le site est pressenti en 1912 par John Faithfull Fleet (en) qui y découvre une série de sceaux, entraînant de premières fouilles, qui commencent entre 1922 et 1927, période au cours de laquelle une véritable campagne de fouilles à grande échelle est lancée par R. D. Banerji (en) (Rakhaldas Bandyopadhyay) puis continuées par Madho Sarup Vats et Kashinath Narayan Dikshit sous la direction de John Marshall. Ernest MacKay y effectue d'autres fouilles de 1927 à 1931. Mortimer Wheeler complète ces travaux en 1950 par des fouilles de moindre envergure.
Les fouilles effectuées sur le site ont permis d'identifier les ruines de la ville sur plus de 200 hectares, vingt fois plus que ce qui avait été révélé dans les années 1920. Avec Mohenjo-daro c'était la première fois que l'on révélait au grand jour la civilisation de la vallée de l'Indus, dont on ignorait jusqu'alors l'existence.

Localisation des principaux sites de la civilisation de l'Indus.

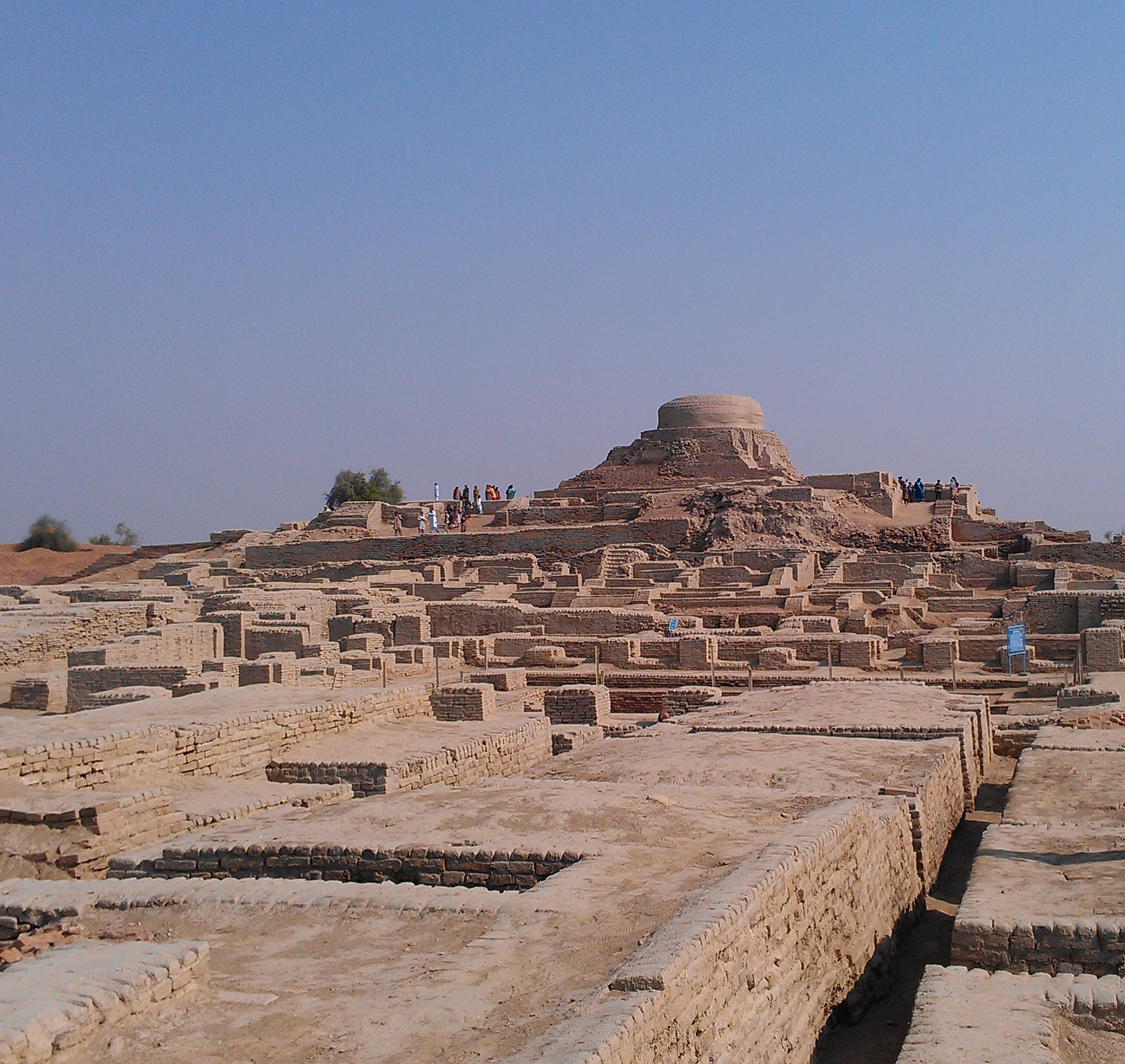
Les ruines de Mohenjo-daro.

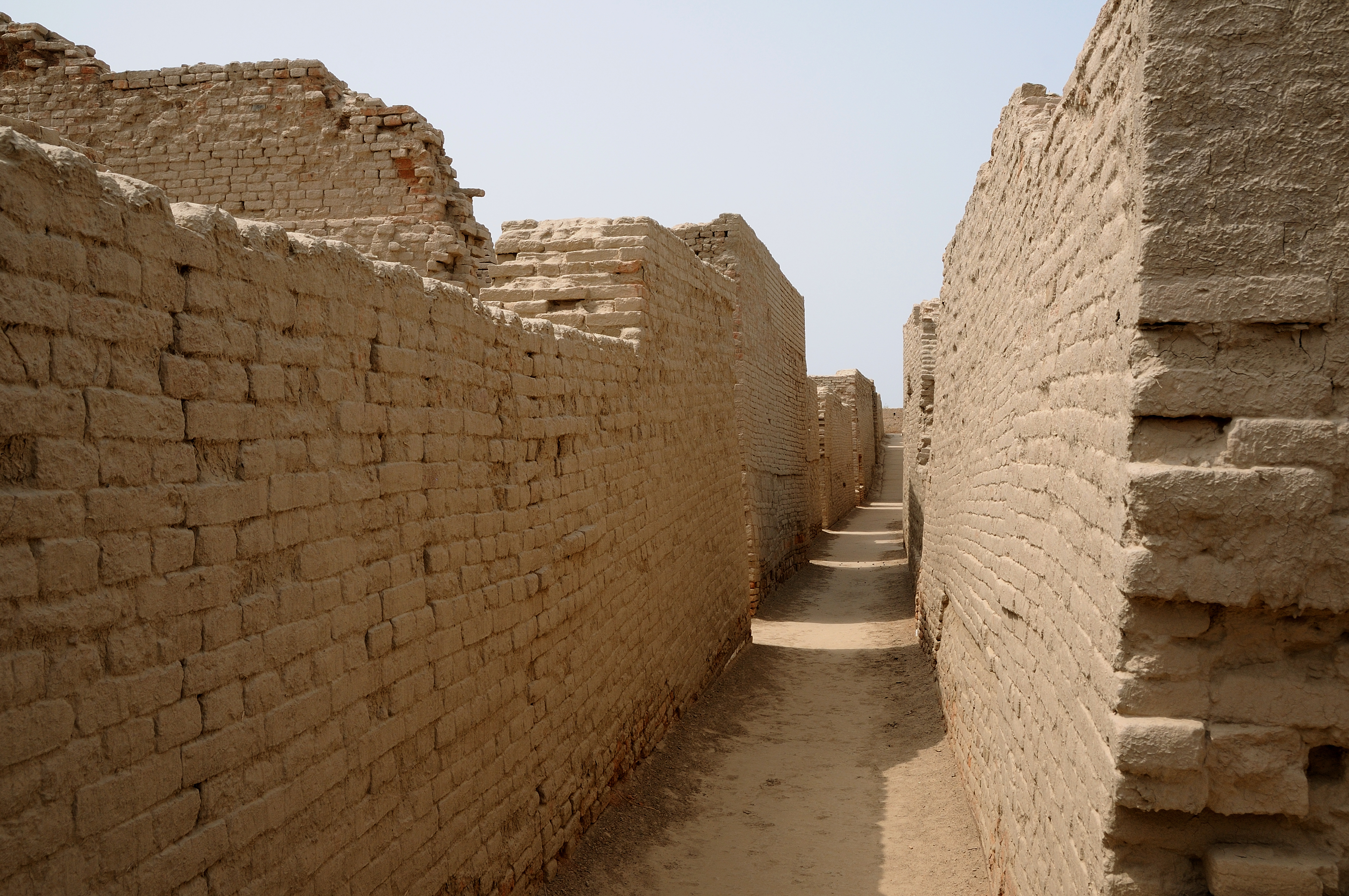
Une ruelle de la ville basse de Mohenjo-daro.

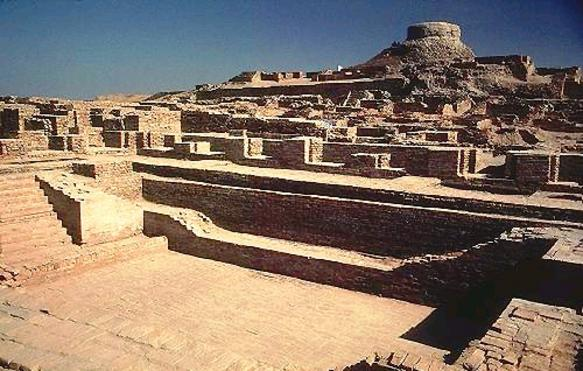
Grand bain de Mohenjo-daro.

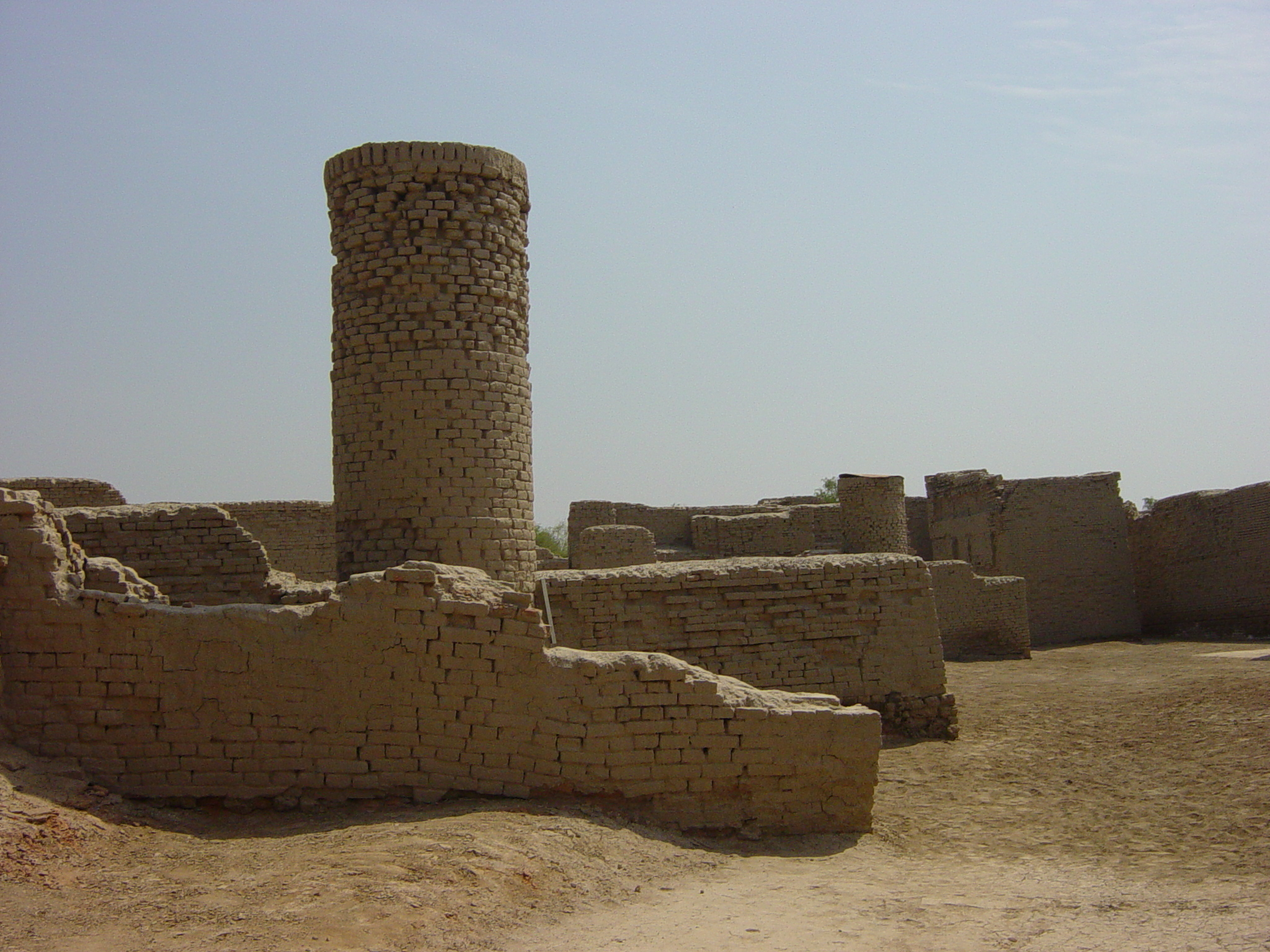
Vestige de puits sur le site.

## Urbanisme
Mohenjo-daro est la plus vaste des villes harappéennes, couvrant plus de 200 hectares. Elle a été fondée vers 2600 av. J.-C. selon un plan régulier, disposé autour de deux ensembles principaux : la ville basse à l'est et la citadelle à l'ouest. On estime généralement la population de la ville à environ 40 000 personnes à son extension maximale.
Mohenjo-daro n'a pas été bâtie au hasard des constructions ajoutées au fil du temps, mais, comme les autres villes de la civilisation de l'Indus, Harappa, Kalibangan ou Lothal, elle révèle une urbanisation réfléchie et planifiée. Le tracé des rues forme une grille, dont au moins un boulevard, large de 10 mètres, partageait la ville basse en deux. En effet, il existe, comme dans les autres sites de l'Indus, une division de la ville en deux parties, que l'on nomme traditionnellement la citadelle ou ville haute et la ville basse.
Les constructions sont faites de bois durci au feu, de briques séchées au soleil, communes en Mésopotamie, ou cuites au four, une caractéristique de l'Indus qui assurait une plus grande longévité aux bâtiments. Ces dernières suivaient les normes de dimensions standardisées de la civilisation de l'Indus, la largeur du double de la hauteur, la longueur du double de la largeur (à comparer à la norme NF actuelle : longueur 240 mm × largeur 115 mm × hauteur 52 mm)[réf. nécessaire].
Les fouilles ont révélé des maisons d'habitation comportant souvent une salle de bains, une latrine, un système de drainage des eaux usées, un confort probablement inventé par cette civilisation, ainsi que des greniers. Les habitants de la ville maîtrisaient l'irrigation et contrôlaient les crues du fleuve.

## Les deux villes
La citadelle, protégée par une muraille ou un mur de soutènement épais, comprend une plate-forme artificielle de 400 × 200 m s'élevant à 12 m de haut. Elle comporte un groupe d'édifices monumentaux provisoirement dénommés « grand bain », « grenier », « collège des prêtres », « hall de l'assemblée », etc.,.
Le Grand bain de Mohenjo-daro est l'ancêtre des bâolis ou des citernes que l'on trouve dans l'Inde entière et au Sri Lanka. Il mesure 14 m de long sur 9 m de large, avec une profondeur de 2,40 m. Ce réservoir est entouré de petites pièces dont l'une abrite un puits. La citadelle comporte aussi d'immenses greniers de 50 × 20 m, et une grande structure résidentielle. La découverte peut-être la plus inattendue est celle d'un bâtiment comportant un hypocauste, probablement pour le chauffage de l'eau du bain.
À l'est de la ville haute s'étend la ville basse, sur environ 80 hectares. Elle était peut-être entourée d'une muraille. On y trouve le plan de rues en grille. Son espace intérieur est divisé par quatre avenues principales d'axes est-ouest et nord-sud, à partir desquelles partaient de nombreuses rues plus petites divisant la ville en blocs d'habitation de 390 × 260 m. Les rues sont longées par le système d'égouts. La ville est approvisionnée en eau par des puits (plus de 700 ont été recensés). Un vaste édifice public a été mis au jour au sud, à la fonction encore indéterminée.
Les constructions possèdent un toit-terrasse, toujours très courant dans le monde indien actuel, soutenu par des poutres et auquel mène généralement un escalier. Certaines possédaient probablement deux étages et la plupart jouissent d'une petite salle de bains. Les maisons sont de tailles diverses, certaines petites, d'autres plus spacieuses comportent une cour intérieure, sans ouverture sur la rue, et donnent dans une ruelle pour s'isoler de l'agitation des rues principales.
Des fours de potier, des cuves à teindre, des ateliers de travail des métaux, de fabrication de perles et de travail des coquillages y ont été mis au jour.

## Vestiges

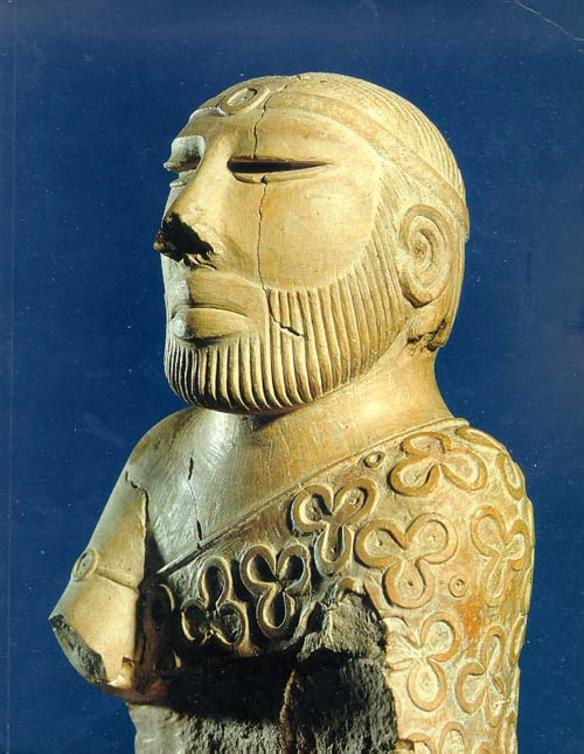
Le Roi-Prêtre, stéatite, dim. : 17,5 cm de haut sur 11 cm de large, vers 2000-1900 ac. J.-C., National Museum, Karachi.

On a trouvé au cours des fouilles une grande quantité de sceaux de terre comportant des inscriptions, ainsi que des œuvres plus rares en pierre, comme la statuette de stéatite (17,7 cm de haut) dénommée, certainement de façon incorrecte, le Roi-Prêtre, ou celle en bronze connue sous le nom de la Danseuse, deux objets découverts sous la direction de John Marshall.

## Société
D'après les objets manufacturés et d'autres indices découverts sur le site, les archéologues tentent de se faire une idée approximative de cette civilisation, dont l'écriture n'a toujours pas été déchiffrée à ce jour. En étudiant les plans et les constructions de Mohenjo-Daro et d'Harappa, on peut déduire que ces deux cités faisaient partie d'une aire culturelle commune, et partageaient peut-être une communauté de gouvernement, en tant que capitales régionales. Les deux villes ont été construites avec des briques standardisées, en forme et en dimensions. Au contraire d'autres civilisations, les inhumations se révèlent assez simples, sans objets funéraires remarquables par leur richesse. On en déduit que cette société ignorait la division en classes sociales. Aucune structure identifiable comme un palais ou un temple n'a été trouvée dans les villes de l'Indus en général et à Mohenjo-Daro en particulier. Ce peuple a laissé peu de traces d'activité militaire, même si l'emploi de couteaux (lames de pierre), de lances et de pointes de flèche de cuivre et de bronze est avéré. Les villes comportaient cependant des fortifications.

## Histoire
La ville a été successivement détruite et reconstruite au moins sept fois. Les crues de l'Indus sont la cause la plus vraisemblable des destructions. À chaque fois, la nouvelle ville a été édifiée au-dessus de l'ancienne. Les fouilles archéologiques ayant entraîné le déblaiement du limon apporté à chaque nouvelle crue, les vestiges archéologiques présentent parfois une hauteur pouvant paraitre étonnante. Ainsi l'on peut voir sur le site des « colonnes en briques » de plusieurs mètres de haut qui sont en fait des puits ayant été surélevés à chaque rehaussement du sol puis dégagés lors des fouilles.
L'emplacement des cités le long de l'Indus s'étendait sur un vaste territoire ; on y naviguait avec des barques à voiles (toujours existantes) sur plus de 1000 km alentour, qui menaient à l'est jusqu'au Bangladesh et à l'ouest, sans doute au delà du détroit d'Ormuz.
Tous les produits alimentaires étaient transportés dans des amphores.
La plupart des métaux venaient de l'extérieur de la cité de Mohenjo Daro : bronze, cuivre, lames de pierre... Seule l'argile était abondante sur place.
On ne sait rien du type de gouvernement en vigueur à Mohenjo Daro. On ne sait rien non plus de sa religion. Les indices sur les tablettes d'argile (sceaux) sont trop minces. Seule l'agriculture est bien renseignée, car les techniques agricoles ont peu changé depuis.
On sait encore peu de choses de son écriture, qualifiée de paléo-sanskrit ou pré-sanskrit (cf. Guillaume de Hevesy, Kurt Schildmann).
Enfin, la question de l'abandon de la cité reste une énigme. L'hypothèse actuelle est que des petits séismes auraient fini par dévier l'Indus et donc créer de la sécheresse, privant les habitants en eau et poissons. De là peut-être le nom de "colline des morts'' en sindi.